# Họ Tí lợi
Họ Tí lợi (danh pháp khoa học: Stylidiaceae) là một họ thực vật hạt kín thuộc bộ Asterales. Nó chứa 6 chi với khoảng 245 loài, phần lớn trong số đó là đặc hữu của Australia và New Zealand, mặc dù có sự phân bố rải rác tại Đông Nam Á tới New Zealand, và tại miền nam Nam Mỹ. Các loài trong họ Stylidiaceae thông thường là cây thân thảo giống như cỏ hay cây bụi nhỏ và có thể sống lâu năm hay một năm. Phần lớn là mọc tự do hay tự hỗ trợ, mặc dù có một vài loài là dây leo hay bò lan (như Stylidium scandens sử dụng các đầu ngọn lá uốn cong thành móc để leo).
Các cơ chế thụ phấn của Stylidium và Levenhookia là độc đáo duy nhất và chuyên biệt hóa cao. Ở Stylidium thì trụ hoa bao gồm các nhị và vòi nhụy hợp sinh bật mạnh từ một bên (thường là dưới hoa) khi bị kích thích, làm lắng đọng phấn hoa vào con côn trùng tới thăm. Tuy nhiên, ở Levenhookia thì trụ hoa là bất động, nhưng phần cuối của môi dưới thì bị kích thích và làm rụng phấn hoa.
Sự đa dạng hóa của phân họ Stylioideae có niên đại khoảng 39 triệu năm trước.
Năm 1981, người ta mới chỉ biết khoảng 155 loài trong họ này. Số lượng thông báo năm 2002 là như sau: Forstera - 5, Levenhookia - 10, Oreostylidium - 1, Phyllachne - 4, Stylidium - 221. Các con số này, đặc biệt là đối với chi Stylidium, là thay đổi nhanh chóng do các loài mới luôn được miêu tả.

## Phân loại
Chi Donatia với khoảng 2 loài đôi khi được gộp trong họ Stylidiaceae trong phân họ đơn chi là Donatioideae. Hệ thống APG II năm 2003 khuyến cáo gộp nó trong họ Stylidiaceae nhưng cho phép tách ra thành họ Donatiaceae (mặc dù khác nhau chủ yếu ở cấu trúc hoa, với đối xứng tỏa tia, cánh hoa và nhị hoa tự do ở Donatia và đối xứng hai bên, cánh hoa hợp, nhị và nhụy hợp thành trụ hoa ở các chi kia), tuy nhiên, tới khi hệ thống APG III được công bố năm 2009 thì tùy chọn này bị bãi bỏ. Các phân tích phân tử và phát sinh chủng loài cho thấy Donatia là nhóm chị-em với Stylidiaceae nghĩa hẹp và vì thế việc đặt nó (Donatia) trong họ của chính nó cũng được một vài tác giả khuyến cáo. Việc gộp Donatia vào trong Stylidiaceae có thể gây nguy hiểm cho địa vị của nó như là một nhóm đơn ngành.
Donatioideae và Stylidioideae được Johannes Mildbraed miêu tả trong chuyên khảo phân loại học của ông năm 1908 về họ này. Các phân họ được tạo ra để phân biệt các khác biệt giữa 5 chi điển hình của Stylidiaceae với chi Donatia, được Mildbraed đặt trong Donatioideae. Phân loại theo phân họ như thế thể hiện sự không chắc chắn phân loại học của chi Donatia, mà đôi khi vẫn được đặt trong họ của chính nó là Donatiaceae, hay thậm chí là trong họ khác, như Saxifragaceae.
Phân loại của Mildbraed cũng đưa ra 2 tông: Phyllachneae (bao gồm Forstera và Phyllachne) và Stylidieae (bao gồm Levenhookia, Oreostylidium và Stylidium). Mức độ phân loại liên loài như thế không được sử dụng trong nghiên cứu gần đây, nhưng các kiểu gộp nhóm thì vẫn được các dữ liệu phân tử hỗ trợ, cho rằng Forstera và Phyllachne có quan hệ gần gũi với nhau nhưng khác biệt với 3 chi còn lại.
Hệ thống APG III đặt Stylidiaceae (trong APG II là Stylidiaceae và Donatiaceae) trong bộ Asterales. Hệ thống Cronquist đặt cả hai họ trong bộ Campanulales. Các hệ thống Takhtadjan và Reveal đặt cả hai họ trong bộ Stylidiales. Hệ thống Dahlgren sử dụng cùng một bộ Stylidiales, nhưng không có họ Donatiaceae. Hệ thống Thorne năm 1992 chuyển họ Stylidiaceae vào bộ Saxifragales.
Hai phân họ trong phân loại của APG III như sau: 
- Donatioideae B. Chandler: Đồng nghĩa Donatiaceae B. Chandler
  - Donatia: 2 loài. Phân bố tại New Zealand, Tasmania, miền nam Nam Mỹ.
- Stylidioideae: 5 chi với khoảng 240 loài. Chi đa dạng nhất là Stylidium (220 loài). Chủ yếu tại Australia, nhưng rải rác tại khu vực miền trung nước này, cũng có ở Đông Nam Á, Malesia, New Zealand và miền nam Nam Mỹ. Tại Việt Nam có 3 loài thuộc chi Stylidium (S. kunthii, S. tenellum, S. uliginosum) với tên gọi chung là tí lợi, ti líp, hoa trụ thảo.
  - Forstera
  - Levenhookia
  - Oreostylidium
  - Phyllachne
  - Stylidium (bao gồm cả Candollea)

## Phát sinh chủng loài
Cây phát sinh chủng loài dưới đây lấy theo Lundberg và Bremer (2003), với sự bổ sung theo Wagstaff và Wege (2002)

|  | Stylidium     |
|  |               |
|  | Oreostylidium |
|  |               |

|  | Levenhookia                                             |
|  |                                                         |
|  | \| \| Forstera \| \| \| \| \| \| Phyllachne \| \| \| \| |
|  |                                                         |
|  | Forstera                                                |
|  |                                                         |
|  | Phyllachne                                              |
|  |                                                         |

|  | Forstera   |
|  |            |
|  | Phyllachne |
|  |            |

|  | Stylidium     |
|  |               |
|  | Oreostylidium |
|  |               |

|  | Levenhookia                                             |
|  |                                                         |
|  | \| \| Forstera \| \| \| \| \| \| Phyllachne \| \| \| \| |
|  |                                                         |
|  | Forstera                                                |
|  |                                                         |
|  | Phyllachne                                              |
|  |                                                         |

|  | Forstera   |
|  |            |
|  | Phyllachne |
|  |            |

|  | Stylidium     |
|  |               |
|  | Oreostylidium |
|  |               |

|  | Levenhookia                                             |
|  |                                                         |
|  | \| \| Forstera \| \| \| \| \| \| Phyllachne \| \| \| \| |
|  |                                                         |
|  | Forstera                                                |
|  |                                                         |
|  | Phyllachne                                              |
|  |                                                         |

|  | Forstera   |
|  |            |
|  | Phyllachne |
|  |            |

|  | Stylidium     |
|  |               |
|  | Oreostylidium |
|  |               |

|  | Levenhookia                                             |
|  |                                                         |
|  | \| \| Forstera \| \| \| \| \| \| Phyllachne \| \| \| \| |
|  |                                                         |
|  | Forstera                                                |
|  |                                                         |
|  | Phyllachne                                              |
|  |                                                         |

|  | Forstera   |
|  |            |
|  | Phyllachne |
|  |            |